# Sulfur
"Sulfur" (em português: "Enxofre") é uma canção da banda de metal norte-americana Slipknot, lançada como quarto single do álbum All Hope Is Gone. O single foi lançado em 15 de junho de 2009, um videoclipe para o single foi lançado em 18 de abril de 2009.
A canção, junto com "Duality" e "Psychosocial", esteve disponível para DLC em Rock Band em 8 de dezembro de 2009.